# Гараххани, Масуд
Масуд Гараххани (норв. Masud Gharahkhani, перс. مسعود قره‌خانی‎; род. 22 сентября 1982, Тегеран) — норвежский политик иранского происхождения, с 2021 года председатель Стортинга — парламента Норвегии.

## Биография
Родился в семье Бияна Гараххани (род. 1958), эмигрировавшей в Норвегию в 1987 году и обосновавшейся в провинции Бускеруд. Гараххани-старший сделал карьеру как муниципальный политик в коммуне Эвре-Эйкер и городе Драммен, в 2005—2009 годах был заместителем депутата от Бускеруда в Стортинге.
Масуд Гараххани окончил университетский колледж в Йёвике как инженер-рентгенотехник и некоторое время работал в больнице в Нутоддене. Вступив, как и его отец, в Норвежскую рабочую партию, в 2009 году он сменил своего отца на посту заместителя депутата от Бускеруда в национальном парламенте. В 2011 году принял участие в выборах мэра Драммена; несмотря на проигрыш, Гараххани привлёк к себе широкое внимание норвежских политиков и общественности, а тогдашний премьер-министр Йенс Столтенберг назвал его «исключительно одарённым политиком» (норв. ekstraordinært politisk talent). До 2017 года Гараххани возглавлял отделение Рабочей партии в Драммене.
На парламентских выборах 2017 года Гараххани был избран депутатом Стортинга. 25 ноября 2021 года после отставки Евы Кристин Хансен с поста председателя Стортинга был избран на её место. На посту председателя Гараххани вёл борьбу против предусмотренных регламентом депутатских льгот.
8 мая 2022 года посетил с официальным визитом Украину и встретился с президентом Владимиром Зеленским, выразив солидарность в борьбе народа Украины с российской вооружённой агрессией.

## Награды
- Орден князя Ярослава Мудрого II степени (21 октября 2022 года, Украина) — за значительные личные заслуги в укреплении межгосударственного сотрудничества, поддержку государственного суверенитета и территориальной целостности Украины, весомый вклад в популяризацию Украинского государства в мире[9].